# Crypteria limnophiloides
Crypteria limnophiloides là một loài ruồi trong họ Limoniidae. Chúng phân bố ở miền Cổ bắc.